# Nazionale maschile di football americano dell'Honduras
La nazionale di football americano dell'Honduras è la selezione maggiore maschile di football americano  che rappresenta l'Honduras nelle varie competizioni ufficiali o amichevoli riservate a squadre nazionali.

## Risultati
Legenda: Grassetto: Risultato migliore, Corsivo: Mancate partecipazioni

## Dettaglio stagioni

### Amichevoli
| Stagione | Vin | Par | Per | Tot | PF | PS | avversaria  |
| -------- | --- | --- | --- | --- | -- | -- | ----------- |
| 2007     | 0   | 0   | 1   | 1   | 22 | 24 | Guatemala   |
| 2016     | 1   | 0   | 0   | 1   | 18 | 6  | El Salvador |
| 2017     | 0   | 1   | 0   | 1   | 14 | 14 | El Salvador |
| 2019     | 0   | 0   | 1   | 1   | 8  | 12 | El Salvador |
| Totale   | 1   | 1   | 2   | 4   | 62 | 56 |             |

### Tornei

#### Central American Bowl
| Stagione | regular season | regular season | regular season | regular season | regular season | regular season | playoff | playoff | playoff | playoff | playoff | playoff     | playoff    |
|          | Vin            | Par            | Per            | Tot            | PF             | PS             | Vin     | Per     | Tot     | PF      | PS      | risultato   | avversaria |
| -------- | -------------- | -------------- | -------------- | -------------- | -------------- | -------------- | ------- | ------- | ------- | ------- | ------- | ----------- | ---------- |
| 2018     | 0              | 0              | 2              | 2              | 8              | 69             | 0       | 1       | 1       | 7       | 8       | Sesto posto | Nicaragua  |
| Totale   | 0              | 0              | 3              | 3              | 20             | 96             | 0       | 2       | 2       | 29      | 41      |             |            |

#### Four Nations/Torneo 4 Naciones/Pan American Cup/CA-4
| Stagione | regular season | regular season | regular season | regular season | regular season | regular season | playoff | playoff | playoff | playoff | playoff | playoff   | playoff    |
|          | Vin            | Par            | Per            | Tot            | PF             | PS             | Vin     | Per     | Tot     | PF      | PS      | risultato | avversaria |
| -------- | -------------- | -------------- | -------------- | -------------- | -------------- | -------------- | ------- | ------- | ------- | ------- | ------- | --------- | ---------- |
| 2009     | -              | -              | -              | -              | -              | -              | 1       | 1       | 2       | 20      | 37      | Finale    | Nicaragua  |
| 2012     | -              | -              | -              | -              | -              | -              | 1       | 1       | 2       | 29      | 15      | Finale    | Nicaragua  |
| 2013     | -              | -              | -              | -              | -              | -              | 2       | 0       | 2       | 24      | 6       | Campioni  | Nicaragua  |
| 2014     | -              | -              | -              | -              | -              | -              | 2       | 0       | 2       | 70      | 20      | Campioni  | Nicaragua  |
| 2015     | -              | -              | -              | -              | -              | -              | 2       | 0       | 2       | 30      | 12      | Campioni  | Guatemala  |
| Totale   | -              | -              | -              | -              | -              | -              | 8       | 2       | 10      | 173     | 90      |           |            |

### Riepilogo partite disputate
| Anno              | Luogo           | Evento                    | Fase del torneo      | Incontro                      | Risultato |
| 2007              | Guatemala       | Amichevole                |                      | Guatemala - Honduras          | 24 - 22   |
| 12 settembre 2009 | Managua         | Four nations              | Semifinale           | Guatemala - Honduras          | 14 - 20   |
| 13 settembre 2009 | Managua         | Four nations              | Finale               | Nicaragua - Honduras          | 23 - 0    |
| 20 marzo 2010     | Santa Tecla     | Torneo 4 Naciones         | Semifinale           | El Salvador - Honduras        |           |
| 21 marzo 2010     | Santa Tecla     | Torneo 4 Naciones         | ?                    | Segnaposto - Honduras         |           |
| 29 settembre 2012 | Managua         | Torneo 4 Naciones         | Semifinale           | El Salvador - Honduras        | 6 - 26    |
| 30 settembre 2012 | Managua         | Torneo 4 Naciones         | Finale               | Honduras - Nicaragua          | 3 - 9     |
| 29 novembre 2013  | Santa Tecla     | Pan-American Cup I        |                      | Honduras - El Salvador        | 18 - 6    |
| 30 novembre 2013  | Santa Tecla     | Pan-American Cup I        |                      | Honduras - Lobos de Nicaragua | 6 - 0     |
| 29 novembre 2014  | Tegucigalpa     | CA-4 I                    | Semifinale           | Honduras - El Salvador        | 40 - 0    |
| 30 novembre 2014  | Tegucigalpa     | CA-4 I                    | Finale               | Honduras - Nicaragua          | 30 - 20   |
| 5 dicembre 2015   | Tegucigalpa     | IFAF 4 Nations Tournament | Semifinale           | Honduras - Nicaragua          | 22 - 0    |
| 6 dicembre 2015   | Tegucigalpa     | IFAF 4 Nations Tournament | Finale               | Honduras - Guatemala          | 12 - 6    |
| 30 gennaio 2016   | Tegucigalpa     | Amichevole                |                      | Honduras - El Salvador        | 18 - 6    |
| 29 aprile 2017    | Honduras        | Amichevole                |                      | Honduras - El Salvador        | 14 - 14   |
| 4 febbraio 2018   | San José Pinula | Central American Bowl     | Girone               | Panama - Honduras             | 54 - 6    |
| 6 febbraio 2018   | San José Pinula | Central American Bowl     | Girone               | Honduras - El Salvador        | 20 - 8    |
| 10 febbraio 2018  | San José Pinula | Central American Bowl     | Finale 3º - 4º posto | Honduras - Guatemala          | 6 - 0     |
| 4 maggio 2019     | San Salvador    | Amichevole                |                      | El Salvador - Honduras        | 12 - 8    |

## Confronti con le altre Nazionali
Questi sono i saldi dell'Honduras nei confronti delle Nazionali e selezioni incontrate.

### Saldo positivo
| Nazionale             | Giocate | Vinte | Pareggiate | Perse | PF | PS | Ultima vittoria | Ultimo pari | Ultima sconfitta |
| --------------------- | ------- | ----- | ---------- | ----- | -- | -- | --------------- | ----------- | ---------------- |
| El Salvador selezione | 2       | 2     | 0          | 0     | 58 | 6  | 2014            | -           | -                |
| Guatemala             | 4       | 3     | 0          | 1     | 60 | 44 | 2018            | -           | 2007             |
| El Salvador nazionale | 5       | 3     | 1          | 1     | 86 | 46 | 2018            | 2017        | 2019             |

### Saldo in pareggio
| Nazionale | Giocate | Vinte | Pareggiate | Perse | PF | PS | Ultima vittoria | Ultimo pari | Ultima sconfitta |
| --------- | ------- | ----- | ---------- | ----- | -- | -- | --------------- | ----------- | ---------------- |
| Nicaragua | 4       | 2     | 0          | 2     | 55 | 52 | 2015            | -           | 2012             |

### Saldo negativo
| Nazionale | Giocate | Vinte | Pareggiate | Perse | PF | PS | Ultima vittoria | Ultimo pari | Ultima sconfitta |
| --------- | ------- | ----- | ---------- | ----- | -- | -- | --------------- | ----------- | ---------------- |
| Panama    | 1       | 0     | 0          | 1     | 6  | 54 | -               | -           | 2018             |